# Daniel Tani
Daniel Michio Tani (født 1. februar 1961) er en NASA-astronaut, og har indtil videre fløjet tre rumfærgemissioner STS-108, STS-120 og STS-122. Han har i alt udført 5 rumvandringer.
Daniel Tani kom til Den Internationale Rumstation med STS-120 den 23. oktober 2007 hvor han afløste Clayton Anderson som besætningsmedlem. 
Tani vendte tilbage til Jorden med rumfærgemissionen STS-122 den 20. februar 2008. STS-122 medbragte det europæiske Columbusmodul til Den Internationale Rumstation og Léopold Eyharts der afløste Dan Tani som besætningsmedlem på rumstationen. 